# Anže Svit Požgaj
Anže Svit Požgaj (* 17. Februar 2003) ist ein slowenischer Leichtathlet, der im Sprint und im Mittelstreckenlauf an den Start geht.

## Sportliche Laufbahn
Erste internationale Erfahrungen sammelte Anže Svit Požgaj im Jahr 2021, als er bei den U20-Balkan-Meisterschaften in Istanbul in 1:54,11 min den sechsten Platz im 800-Meter-Lauf belegte und mit der slowenischen 4-mal-400-Meter-Staffel in 3:13,39 min die Bronzemedaille gewann. Im Jahr darauf schied er bei den U20-Weltmeisterschaften in Cali mit 1:53,44 min in der ersten Runde über 800 Meter aus und bei den Balkan-Hallenmeisterschaften 2024 in Istanbul gelangte er mit 1:53,57 min auf den siebten Platz im A-Lauf. Im Jahr darauf gewann er dann bei den Balkan-Hallenmeisterschaften in Belgrad in 3:51,69 min die Silbermedaille im 1500-Meter-Lauf hinter dem Armenier Jerwand Mkrttschjan. Im Juli verpasste er bei den U23-Europameisterschaften in Bergen mit 1:49,58 min den Finaleinzug über 800 Meter. Kurz darauf schied er bei den World University Games in Bochum mit 3:48,84 min im Vorlauf über 1500 Meter aus.
2022 wurde Požgaj slowenischer Hallenmeister in der 4-mal-400-Meter-Staffel.

## Persönliche Bestleistungen
- 800 Meter: 1:47,86 min, 14. Mai 2025 in Zagreb
  - 800 Meter (Halle): 1:48,15 min, 23. Februar 2025 in Novo Mesto
- 1500 Meter: 3:45,54 min, 25. Mai 2025 in Brüssel
  - 1500 Meter (Halle): 3:44,97 min, 25. Januar 2025 in Novo Mesto